# Nauli (Sitahuis)
Nauli is een bestuurslaag in het regentschap Tapanuli Tengah van de provincie Noord-Sumatra, Indonesië. Nauli telt 1288 inwoners (volkstelling 2010).